# Dynastia z Canossy
Markizowie lub hrabiowie z Canossy – ród z Canossy, który ugruntowywał swoją pozycję w X wieku, kiedy wielu wasali potężnych rodzin feudalnych doświadczyło awansu społecznego, umiejętnie wykorzystując kryzys dotykający licznych możnowładców. Zawierając korzystne sojusze zyskali oni wiele w okresie sporów między arystokracją italską a ostatnimi cesarzami saksońskimi – Ottonem III i Henrykiem II.
Pochodzący z Lukki, Zygfryd I rozpoczął budowę zamku w Canossie około 940 roku. Panowie na zamku zaczęli używać tytułu comes i otrzymali z cesarskiego nadania hrabstwa: Guastalla w 991, Parmę, Piacenzę, Bergamo i Cremonę w 984, Brescię w 980, Mantuę w 977, Modenę, Carpi i Reggio w 962, a Lukkę nawet wcześniej. W 1027 Marchia Toskanii została nadana Bonifacemu III, a w 1100 Marchię Werony nadano Matyldzie z Canossy, znanej jako La Gran Contessa. Szczegóły relacji pomiędzy synami Zygfryda I – Zygfrydem II i Adalbertem Atto pozostają niewiadome - o drugim z nich pojawiają się wzmianki w piśmiennictwie, iż udzielał schronienia Królowej Adelajdzie Burgundzkiej, gdy uciekała przed Berengarem II i Willą w 951.
Członkiem rodu był Tedald, biskup Arezzo w latach 1023–1036, sponsor Guido z Arezzo.

## Hrabiowie z Canossy
- Zygfryd I
- Adalbert Atto
- Tedald
- Bonifacy III
- Fryderyk
- Matylda